# Haren, Tyskland
Haren (Ems) är en stad i Landkreis Emsland i förbundslandet Niedersachsen i Tyskland.